# Texasnachtzwaluw
De texasnachtzwaluw (Chordeiles acutipennis) is een vogel uit de familie van de nachtzwaluwen (Caprimulgidae) die voorkomt in een groot deel van Amerika.

## Beschrijving
De texasnachtzwaluw is 21 tot 23 cm lang. Deze nachtzwaluw heeft het gebruikelijke bruin met grijze verenkleed. Opvallend bij deze soort is een witte band over de slagpennen. Het mannetje heeft een witte keelvlek die bij het vrouwtje lichtbruin is. Deze nachtzwaluw maakt een opvallend geluid dat melodieus klinkt en lijkt op dat van een pad.

## Verspreiding en leefgebied
De texasnachtzwaluw broedt in open landschappen van het zuidwesten van de Verenigde Staten vervolgens in heel Midden-Amerika, het Caraïbische gebied (inclusief de Nederlandse Antillen) tot in tropisch Zuid-Amerika (dus ook Suriname). Ze broeden op de kale grond, soms op de platte daken van huizen. Populaties die in de Verenigde Staten en het noorden van Mexico broeden, trekken in de winter weg naar het zuiden.
De soort telt zeven ondersoorten:
- C. a. texensis: van de zuidwestelijke Verenigde Staten tot centraal Mexico.
- C. a. littoralis: van zuidelijk Mexico tot Costa Rica.
- C. a. micromeris: zuidelijk Yucatán en Belize.
- C. a. acutipennis: noordelijk en zuidelijk Zuid-Amerika.
- C. a. crissalis: zuidwestelijk Colombia.
- C. a. aequatorialis: westelijk Colombia, westelijk Ecuador en noordwestelijk Peru.
- C. a. exilis: westelijk Peru.

## Status
De texasnachtzwaluw heeft een groot verspreidingsgebied en daardoor is de kans op uitsterven gering. De grootte van de populatie is niet gekwantificeerd. Er is aanleiding te veronderstellen dat de soort in aantal vooruit gaat. Om deze redenen staat deze nachtzwaluw als niet bedreigd op de Rode Lijst van de IUCN.